# Wal-Berg
Wal-Berg, de son vrai nom Voldemar Rosenberg, né le 13 octobre 1910 à Constantinople et mort le 12 juillet 1994 à Suresnes, est un compositeur et chef d'orchestre français.

## Biographie
Il étudie la musique au Conservatoire de Berlin (piano), puis au Conservatoire de Paris (harmonie et composition) sous la direction de Samuel Rousseau, Noël Gallon, Henri Rabaud et Philippe Gaubert. Par ailleurs il se forme à la direction d'orchestre en travaillant avec Pierre Monteux.
De 1932 à 1936, il assure chez Polydor toutes les orchestrations de disques, et compose les principales chansons interprétées en français par Marlène Dietrich (Moi, je m'ennuie, Assez, Embrasse-moi).
À partir de 1937, chez Pathé Marconi, il participe à l'enregistrement des disques des plus grands artistes de l'époque : Jean Sablon, Joséphine Baker, Charles Trenet, Léo Marjane, Damia, Édith Piaf, Danielle Darrieux, 
À la même période, il écrit des musiques de film, dont Katia de Maurice Tourneur (avec Danielle Darrieux).
Pendant la guerre, il est à Monte-Carlo où il lance la formule Jazz Symphonique. Dans ses concerts, il fait alors avoisiner Gershwin avec Ravel, Debussy avec Cole Porter. Cela le mène par la suite à réaliser à l'ORTF la série d'émissions Musique sur la ville, faisant appel à des interprètes aussi prestigieux que Yehudi Menuhin ou Andrés Segovia.
Cette volonté de mettre les compositeurs classiques à la portée de l'auditoire le plus large l'a conduit à créer des séries d'enregistrements et de concerts, grâce auxquels les noms de Chabrier, Ravel ou Paganini sont désormais familiers à certains.
Il entame également une série de tournées européennes avec Victoria de Los Angeles, Andrés Segovia, et en France, il travaille avec Janine Micheau, Mathé Altéry, Roger Bourdin, Stéphane Grappelli, et à l'Opéra de Lille avec Mado Robin et Christian Ferras en 1954.
Plus tard, il accompagne André Dassary, Jeanne Aubert, Gilbert Becaud, Mick Micheyl, André Claveau, Michelle Verneuil, Suzy Delair...
À partir de 1956, il enregistre pour les disques Barclay avec Julien Bouquet, Eddie Constantine, Renée Lebas, Dalida, Bob Martin, Maria Lea, Louiguy.
Dans les années 1950, on le trouve aussi comme compositeur pour Juliette Gréco (Embrasse-moi, paroles de Jacques Prévert, 1951).
En 1960, il enregistre pour les disques Barclay la série Un soir à Vienne, Un soir à l'Opéra, Un soir à Moscou, etc.
Wal-Berg a composé plus de 300 pièces pour orchestre symphonique et la musique d'une quarantaine de films. Ses arrangements et compositions ont été joués par tous les grands orchestres européens. Dans le domaine lyrique, il a écrit Casanova sur un livret de Roger Fernay. Casanova a été joué sur les plus grandes scènes de province.
Comme chef d'orchestre lyrique, il a dirigé Un violon sur le toit au Théâtre Marigny en 1969, et Barbe-Bleue de Jacques Offenbach au Théâtre de Paris en 1971.